# Quercus kelloggii
Quercus kelloggii es una especie del género Quercus dentro de la familia de las Fagaceae. Está clasificada en la Sección Lobatae; del roble rojo de América del Norte, Centroamérica y el norte de América del Sur que tienen los estilos largos, las bellotas maduran en 18 meses y tienen un sabor muy amargo. Las hojas suelen tener lóbulos con las puntas afiladas, con cerdas o con púas en el lóbulo.

## Distribución y hábitat
El roble negro de California es un árbol de hoja caduca que crece en bosques mixtos perennifolios, bosques de robles y bosques de coníferas. Se distribuye a lo largo de las colinas y montañas bajas de California y el sur de Oregón.
Se encuentra desde el Condado de Lane (Oregón), al sur a través de la Cordillera de las Cascadas, la Sierra Nevada y la Costa, Transversal y Peninsular oscila al Condado de San Diego, California y en Baja California. El árbol se presenta en masas puras o mixtas. Rodales puros suelen indicar sitios desfavorables para el crecimiento de coníferas o perturbación recurrente como las actividades de incendio o tala. El árbol puede crecer en muchos tipos de suelos, pero es importante que el suelo esté bien drenado.

## Descripción

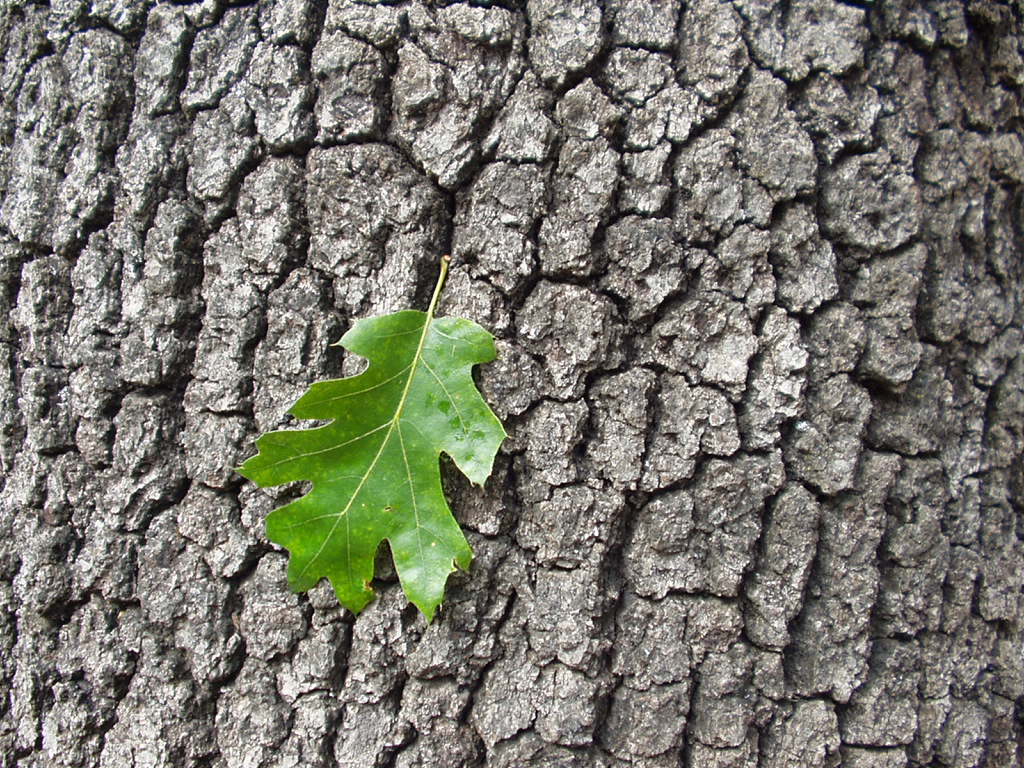
Hojas y corteza

Quercus kelloggii crece normalmente 9-25 m de altura y 0,3 a 1,4 m de diámetro. Los árboles grandes pueden exceder de 36 m de altura y 1,6 m de diámetro. La especie también crece en forma de arbustos formando matorrales de roble en los sitios pobres. En las áreas abiertas, la corona es ancha y redondeada, con ramas inferiores casi tocando el suelo o formando una línea de exploración. En rodales cerrados, la corona es estrecha y delgada en los árboles jóvenes e irregularmente amplia en los árboles viejos. Los troncos están generalmente libres de ramas en la parte baja de 6-12 m en rodales cerrados. Los troncos a menudo se bifurcan, y por lo general forma huecos en los árboles más viejos. La corteza es delgada y lisa en los árboles jóvenes, llegando a ser gruesa, con camellones, y en forma de placas con la edad. Este roble crece a partir de una o varias raíces verticales que penetran hasta la roca madre, con grandes raíces que se extienden lateralmente y fuera de las verticales. También tiene un número de raíces superficiales.
Las bellotas son relativamente grandes en esta especie, 2,5-3 cm de largo y de 1.5 a 1.8 cm de ancho. Las hojas profundamente lobuladas son típicamente 10-20 cm de largo. Mientras que los árboles individuales en general, tienen una vida útil de entre 100 y 200 años, roble negro de California puede vivir hasta 500 años de edad.
El árbol se reproduce cuando sus bellotas germinan para formar plántulas. También reproduce vegetativamente con crecimiento de nuevos brotes de la corona de la raíz después de que el árbol es superior muertos por los incendios forestales , la tala , las heladas , u otros eventos.

## Ecología
Quercus kelloggii, es una especie crítica para la fauna silvestre. Los robles( Quercus spp.) pueden ser el único género más importante utilizado por la fauna silvestre para la alimentación y la cubierta de bosques y pastizales de California, y el roble negro de California ocupa más superficie total en California que cualquier otra especie de madera dura. El ganado también hacen un uso intensivo de esta especie para la alimentación y la cubierta.

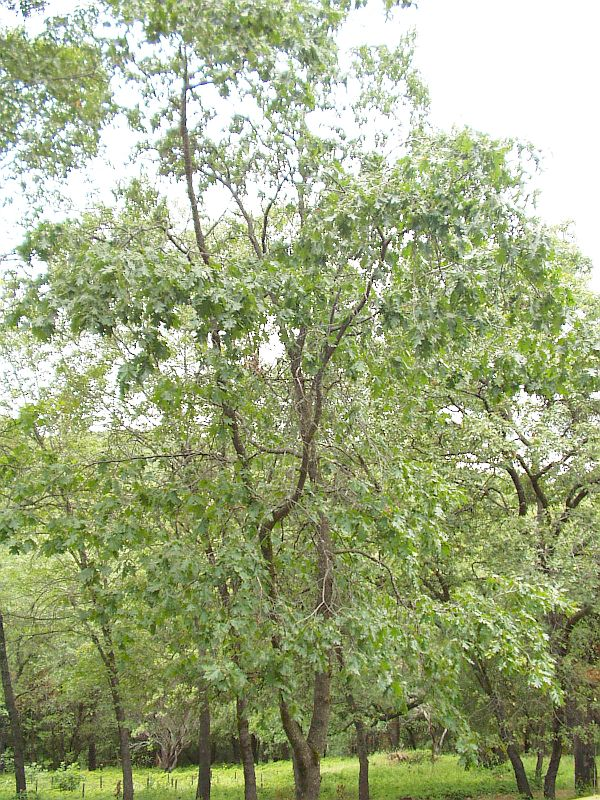
Planta joven

Las cavidades en los árboles proporcionan sitios para anidar a los búhos, varios pájaros carpinteros, ardillas y osos negros americanos. Los árboles proporcionan sombra valiosa para el ganado y la vida silvestre durante los calurosos meses de verano. Tipos de bosque de roble negro de California son muy utilizados en la primavera, verano y otoño como refugio por el oso negro.
Es visitada por los venados y el ganado. Las bellotas son muy utilizados por el ganado, venado bura, cerdos salvajes, roedores, la codorniz de montaña, arrendajo de Steller y pájaros carpinteros. Las bellotas constituyen un promedio del 50% de las dietas de otoño e invierno de la ardilla gris occidental y el venado de cola negra durante los buenos años. Las tasas de supervivencia del cervatillo aumenta o disminuye con el tamaño de la cosecha de bellota.
Se trata de un sustrato de alimentación preferido para muchas aves. Todas de un total de 68 especies de aves observadas en los bosques de roble de las Montañas Tehachapi de California utilizó el roble negro de California para sus actividades de forrajeo. El carpintero bellotero, turpial de ojo rayado y reinita de Nashville tiene una fuerte preferencia por el roble negro de California. La planta parásita del muérdago del Pacífico ( Phoradendron villosum ), que crece comúnmente en este roble, produce bayas que también atraen a las aves.
Muchos animales almacenan las bellotas y las bellotas que se han almacenado en el suelo o de lo contrario enterradas son más propensos a brotar de los que permanecen en la superficie.
El árbol está adaptado a los incendios forestales. Está protegido de los incendios más pequeños por su gruesa corteza. Si es quemado en un incendio mayor, rebrota con facilidad y tiene un buen suministro de nutrientes y agua almacenados en su sistema de raíces. Las bellotas brotan en las plántulas después de un incendio y los sitios que han sido despejadas de dosel y hojarasca de los incendios son ideales para el éxito de las plántulas.
Este roble es vulnerable a la muerte repentina del roble.

## Usos
Los nativos americanos de california preferían las bellotas de roble negro de California sobre los de otras especies para la fabricación de harina de bellota. Esta bellota era un alimento básico para muchos grupos indígenas. Los nativos americanos reconocieron la importancia del fuego a este roble, y deliberadamente prendían fuegos en bosques de robles para promover su salud y asegurar su fuente de alimento.
La madera se utiliza para la fabricación de muebles, palets y madera de construcción. Se utiliza como un árbol ornamental.

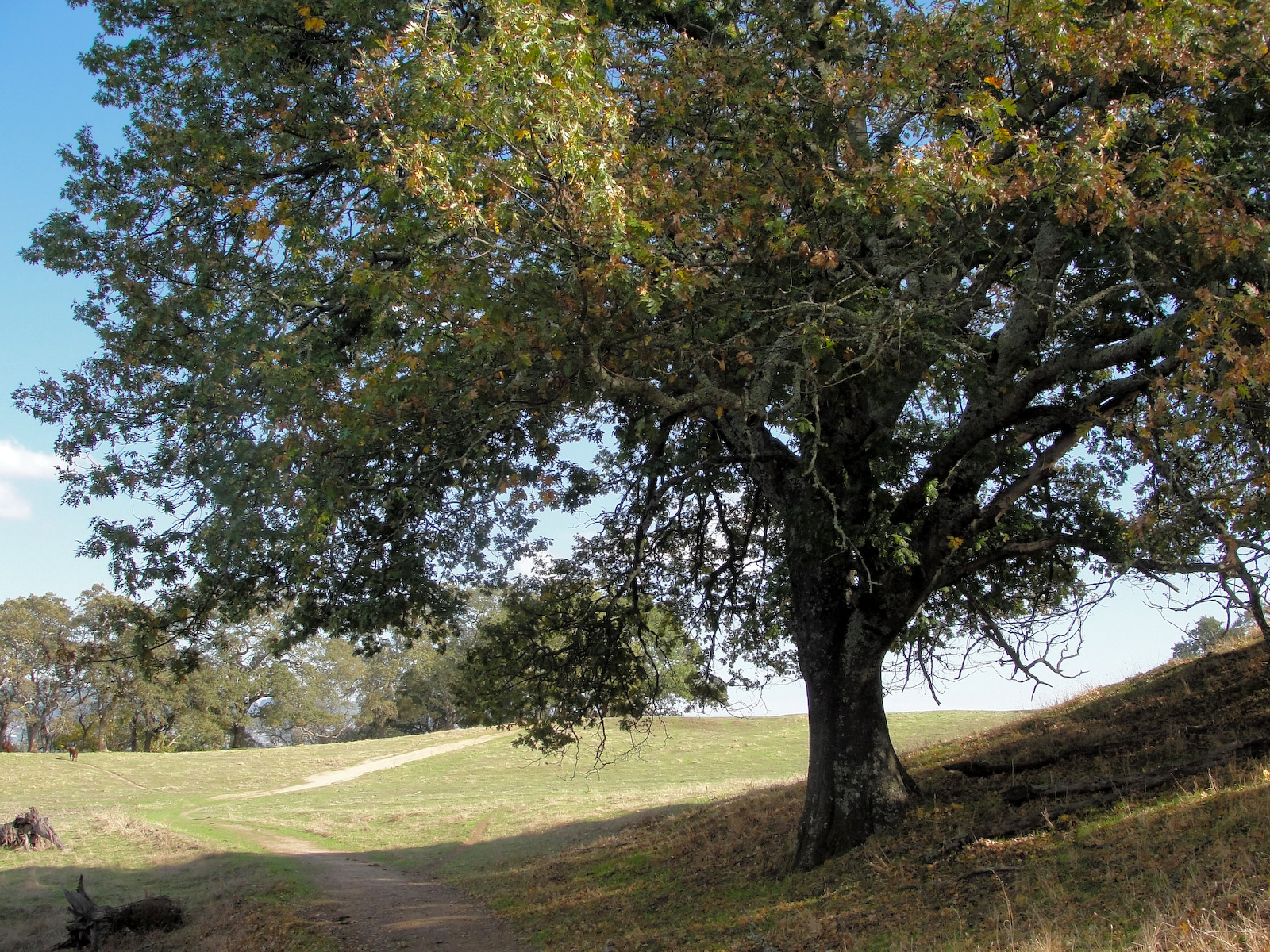
Vista del árbol

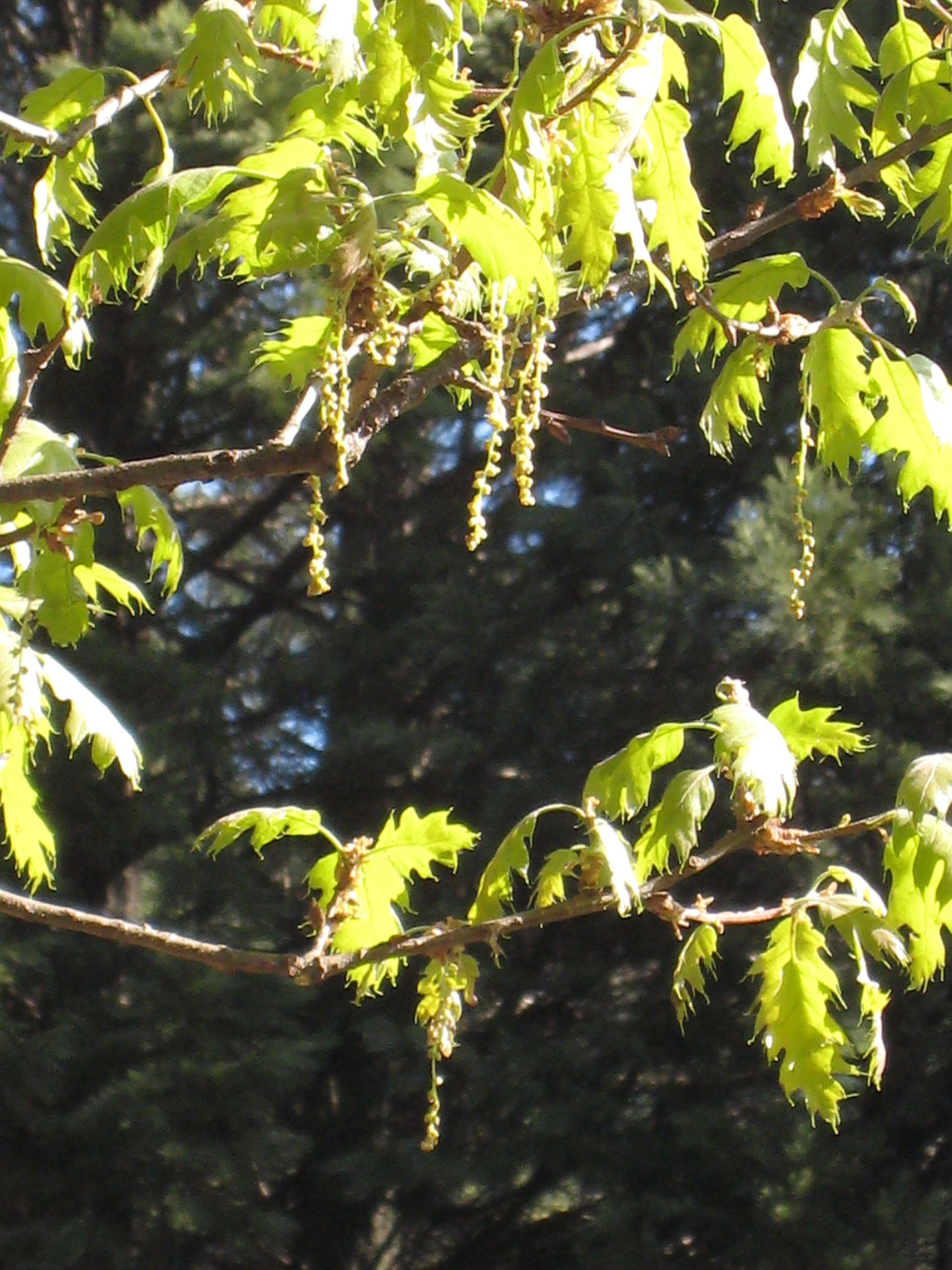
Detalle

## Madera
Roble negro de California cuenta con un volumen total de 29% de los recursos de la madera de California, y es la principal corte de madera allí. La superficie total estimada de distribución de la especie es 361.800 ha (3.618 kilómetros ²); 239.200 ha (2.392 kilómetros ² ) de bosques maderables y 122.600 ha (1.226 kilómetros ²) de bosques. De esta tierra el 60% es de propiedad privada, el 31% se encuentra en los bosques nacionales, y el 9% está en otras tierras públicas. Ha disminuido en gran medida su abundancia histórica. Esto es debido a una serie de factores, incluyendo la sequía, la enfermedad, búsqueda de alimento de los animales, las prácticas de explotación, de supresión de incendios, y una variedad de otros impactos humanos. Cortar árboles verdes de leña ha contribuido a la disminución de esta especie, y la cosecha ilegal de árboles verdes en tierras públicas es un problema continuo.
Durante mucho tiempo se consideró por los organismos forestales y los gubernamentales como un árbol de maleza. En sus primeros años, su única utilidad era para alimentar las calderas de los motores que traían los valiosos troncos de pinos y abetos. Hubo un período, a mediados de la década de 1960, cuando la política del Servicio Forestal de los EE. UU. en los bosques nacionales de California para el roble negro de California fue la exterminación sistemática por el anillado de los árboles. El objetivo era dar cabida a un mayor crecimiento de coníferas. En la carrera por utilizar los pinos, abetos y bosques de secuoyas, las maderas densas se miraban con desprecio. Al igual que algunos otros visionarios de la década de 1960, el Ayuntamiento de Guy pensó que el roble negro de California presentaba un hermoso desafío que merecía algo mejor que la erradicación. En 1965 Ayuntamiento convenció a las agencias federales para poner fin a sus políticas de exterminio.
Las plantaciones de roble negro de California se han establecido con éxito en los claros de las plantaciones de bellota. Con el adelgazamiento de esas gradas se promueve destacar la productividad y calidad de la madera, y se recomienda cuando los árboles alcanzan los 9-15 m de altura o densidad de la masa cuando (área basal) es superior a 29 m² / ha). Este árbol también ha sido gestionado para la producción de madera mediante el mantenimiento de poblaciones puras dispersadas dentro de los bosques de coníferas. Soportes de esta especie suelen establecerse en los sitios más pobres, donde el establecimiento de plántulas de coníferas no ha tenido éxito. 

### Cultivo
Quercus kelloggii se cultiva en la especialidad de la horticultura comercial como un árbol ornamental de plantas nativas, resistentes a la sequía y conservación del agua, y los jardines de hábitat y diversos tipos de paisajes sostenibles municipales, comerciales, y de la agencia de restauración de proyectos.

## Taxonomía
Quercus kelloggi fue descrita por John Strong Newberry y publicado en Reports of explorations and surveys: to ascertain the most practicable and economical route for a railroad from the Mississippi River to the Pacific Ocean, made under the direction of the Secretary of War 6: 28, 89, f. 6. 1859.
Etimología
Quercus: nombre genérico del latín que designaba igualmente al roble y a la encina.
kelloggi: epíteto otorgado en honor del botánico Albert Kellogg. 
Sinonimia
- Quercus californica (Torr.) Cooper
- Quercus sonomensis Benth. ex A.DC.
- Quercus tinctoria var. californica Torr.[5][6]